# Petrus Capuanus

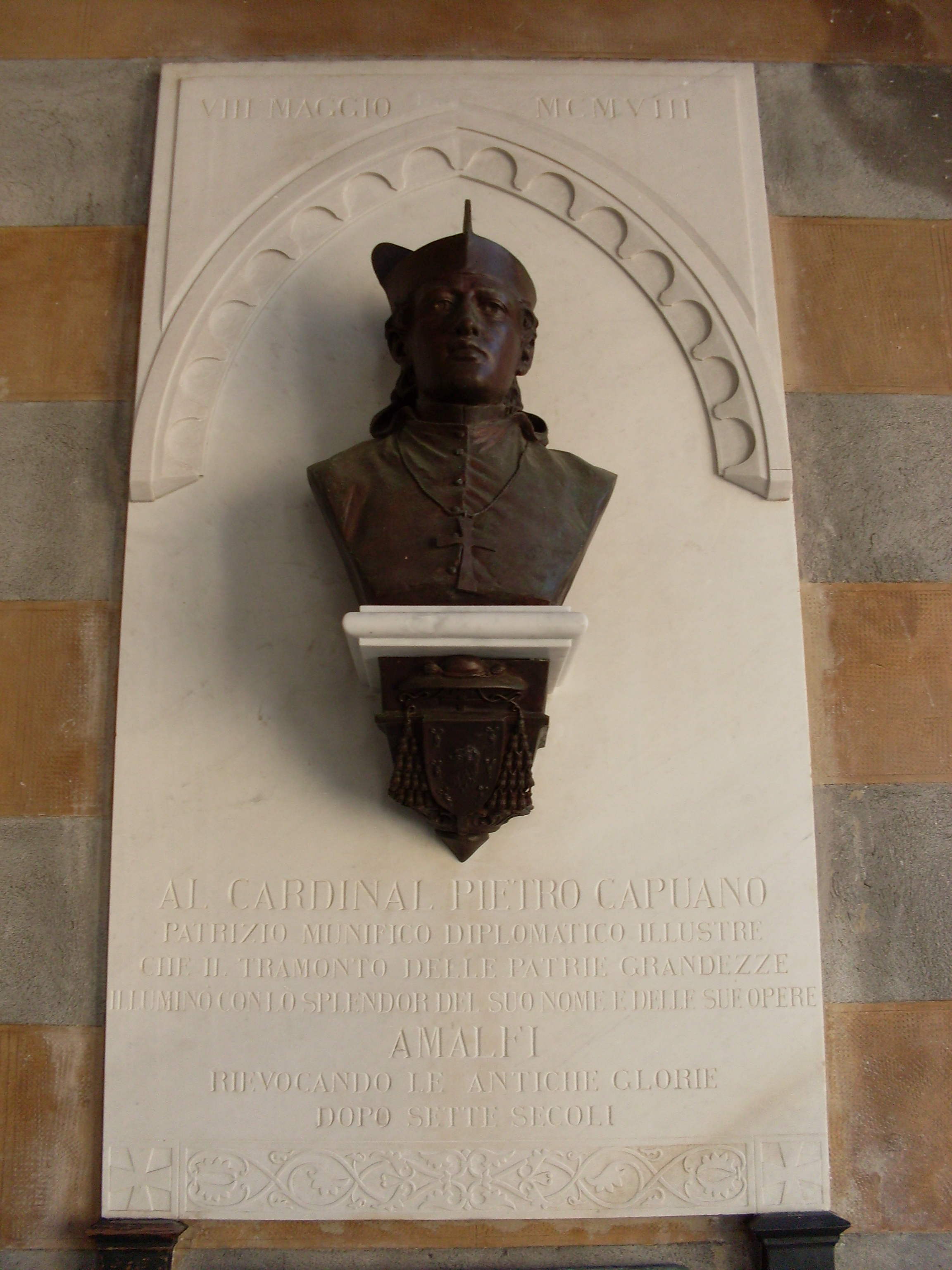
Büste des Kardinals Pietro di Capua in Amalfi

Petrus Capuanus (oft mit dem Beinamen maior, deutsch: Peter von Capua der Ältere, ital.: Pietro di Capua oder Pietro Capuano; † 30. August 1214 in Viterbo) war ein Kardinal der römisch-katholischen Kirche im 12. und 13. Jahrhundert. Sein Neffe, Petrus Capuanus minor, wurde 1219 ebenfalls zum Kardinal ernannt.

## Vita

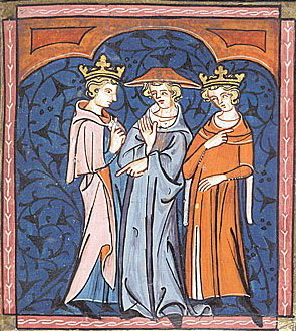
Kardinal Peter von Capua vermittelt zwischen Philipp II. August und Richard I. Löwenherz (Miniatur um 1340; British Library)

Peter stammte aus einer Patrizierfamilie aus Amalfi – die Familie Capuanus ist dort vom Ende des 11. bis in die Mitte des 14. Jahrhunderts nachweisbar – und studierte Theologie in Paris zusammen mit Robert von Courson, Stephen Langton und Lotario di Segni, des späteren Papstes Innozenz III. Noch im Studium begann er mit der Abhandlung einer theologischen Summa, die er nach seiner Ernennung zum Kardinaldiakon von Santa Maria in Via Lata durch Papst Coelestin III. 1193 vollendete. Als päpstlicher Legat war er 1197 in Polen und Böhmen sowie 1198 in Frankreich tätig. Dort sollte er unter anderem zwischen Philipp II. August und Richard Löwenherz vermitteln und für den vierten Kreuzzug werben. Zu dieser Gelegenheit sollte sich Peter auch für die Freilassung des von Richard Löwenherz gefangen gehaltenen Bischofs Philipp von Beauvais einsetzen, welcher ein Todfeind des englischen Königs war. Laut der später verfassten Histoire de Guillaume le Maréchal habe Richard Löwenherz seine Beherrschung verloren als Peter dieses Thema zur Sprache gebracht hatte, worauf er den päpstlichen Legaten zu kastrieren beabsichtigte. Allerdings konnte sich Peter diesem Schicksal durch Flucht entziehen.
Am 23. Dezember 1200 wurde Peter zum Kardinalpriester von San Marcello und anschließend zum Legaten für den vierten Kreuzzug ernannt. Auf dieses Unternehmen konnte er keinen entscheidenden Einfluss nehmen und löste sich vom Hauptheer, nachdem die Umleitung des Kreuzzuges nach Konstantinopel beschlossen wurde, um direkt in das heilige Land zu reisen. Allerdings reiste er später auf Bitten des lateinischen Kaisers Balduin I. und entgegen dem Willen Papst Innozenz III. doch nach Konstantinopel, um dort die Errichtung einer lateinischen Kirchenhierarchie zu leiten. Unter anderem ließ er die Reliquien des heiligen Apostels Andreas in seine Heimatstadt Amalfi überführen. Die Ernennung Peters zum Patriarchen von Konstantinopel scheiterte 1211 am Einspruch des Papstes. Im Jahr darauf gründete er mit seinem Bruder Mansone und dem Neffen Giovanni in Amalfi das Kloster San Pietro della Canonica.